# غاري كول (لاعب كرة قدم)
غاري كول (بالإنجليزية: Gary Cole)‏ (5 فبراير 1956 بلندن في المملكة المتحدة - ) هو مدرب كرة قدم ولاعب كرة قدم أسترالي في مركز الهجوم. شارك مع منتخب أستراليا لكرة القدم. أما مع النوادي، فقد لعب مع هايدلبرغ يونايتد ‏ وPreston Lions FC ‏.

## وصلات خارجية
- غاري كول على موقع الاتحاد الدولي (مؤرشف)  (الإنجليزية)
- غاري كول على موقع قاعدة بيانات كرة القدم.إي يو (الإنجليزية)
- غاري كول على موقع ناشيونال فوتبول تيمز (الإنجليزية)